# Träkyrkor i södra Lillpolen
Träkyrkor i södra Lillpolen är ett av Polens världsarv. Det består av 6 kyrkor:
- Ärkeängeln Mikaels kyrka i Binarowa
- Alla Helgons kyrka i Blizne
- Ärkeängeln Mikaels kyrka i Dębno
- Den heliga Jungfru Marias himmelsfärd och ärkeängeln Mikaels kyrka i Haczów
- Sankt Leonards kyrka i Lipnica Murowana
- Apostlarna Filippos och Jakobs kyrka i Sękowa.

Kyrkorna sattes upp på Unescos världsarvslista den 10 december 2003.
Motiveringen var:
- Kriterium iii: "Träkyrkorna i Lillpolen står som en viktig vittnesbörd för medeltida byggnadstraditioner, såsom dessa relaterade till den liturgiska och religiösa funktionen av den Romerskkatolska kyrkan i en relativt stängd region i Centraleuropa.

- Kriterium iv: "Kyrkorna är de bästa representativa exemplen på ännu existerande Gotiska kyrkor byggda i en horisontell timmerteknik, särskilt imponerande i sin artistiska och tekniska utformning och finansierad av adliga familjer och härskare som symboler för en social och politisk prestige."